# Julio Secchin
Julio Senra Secchin (Rio de Janeiro, 17 de julho de 1987; Italiano: [ˈsek.kɪn]), é um cantor, produtor musical e compositor brasileiro. Seu principal estilo musical é chamado de funk indie, que mescla gêneros musicais para agradar outros públicos na internet.

## Biografia
Como diretor de videoclipes, Julio Secchin acabou tendo contato com a nova geração musical da MPB e com a intitulada "música alternativa brasileira".
A atuação de Julio Secchin na direção de videoclipes fez com que ele tivesse contato com diversos artistas da área musical, principalmente com o cantor Silva; tal fato acabou fazendo com que Secchin, posteriormente, resolvesse se lançar como cantor, meio que tardiamente, quase aos 30 anos de idade.
Em sua nova carreira de cantor, ele acabou por unir os mais variados gêneros musicais, tais como MPB e funk brasileiro; o cantor autodenomina o seu estilo musical como "Funk de Pelúcia"  fruto de uma combinação entre um funk mais suave com a parte mais melódica da MPB. Em setembro de 2018 fez o lançamento da música e do videoclipe “Bote”. Lançou em 2019 “Festa de Adeus” e destacou-se com a canção "Eu vacilei na primeira regra do rolê".
Já em 2020, acabaria alcançado a marca de mais de 45 milhões de reproduções só no Spotify com o single "Jovem". Seus outros hits de sucesso são "Quero ir Pra Bahia com Você" e "Serasa do Amor".
Em 2023, lançou Erupçando, o seu segundo álbum de estúdio e a canção e videoclipe de "Meus Boletos".
Julio Secchin compõe sozinho a maioria das suas canções, mas existem exceções como “Meu amor”, feita com a cantora e compositora Maria Luiza Jobim, neta de Tom Jobim.